# Library of Congress
Die Library of Congress (LoC, deutsch Kongressbibliothek) ist die öffentlich zugängliche Forschungsbibliothek des Kongresses der Vereinigten Staaten. Sie befindet sich, auf mehrere Gebäude verteilt, in Washington, D.C. Die LoC ist beim Medienbestand die zweitgrößte, beim Bücherbestand die größte Bibliothek der Welt und insgesamt eine der bedeutendsten.
Die LoC arbeitet eng mit dem Congressional Research Service (auch Congress’s think tank) zusammen.

## Bedeutung

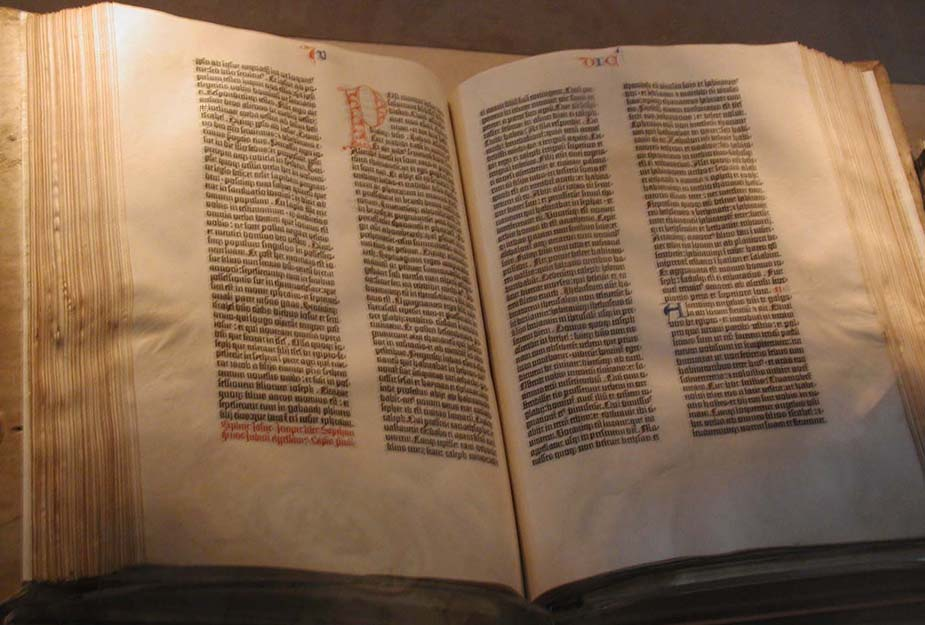
Die dreibändige Gutenberg-Bibel mit der Provenienz des Klosters St. Blasien im Schwarzwald kam 1930 durch den Sammler Otto Vollbehr in die Library of Congress

Mit mehr als 164 Millionen Medieneinheiten ist sie die zweitgrößte Bibliothek der Welt. Lediglich die British Library in London beherbergt mit 170 Millionen Medien eine noch größere Sammlung. Zum Bestand der Washingtoner Bibliothek gehören mehr als
- 38,8 Millionen Bücher und andere Druckerzeugnisse in 470 Sprachen,
- 70,6 Millionen Handschriften,
- 17,1 Millionen Mikroformen,
- 14,2 Millionen Fotografien,
- 8,1 Millionen Partituren
- 5,5 Millionen Pläne und Karten,
- 3,6 Millionen Tonaufnahmen,
- 1,8 Millionen Filme,
- 0,6 Millionen Drucke und Zeichnungen,
- 0,1 Millionen Poster,
- 3,3 Millionen andere Objekte.

Library of Congress beherbergt die größte Sammlung seltener Bücher in Nordamerika, darunter eine Gutenberg-Bibel, die Lincoln-Bibel sowie Adolf Hitlers Büchersammlung, und archivierte alle Tweets von 2006 bis 2017. Der Katalog der LoC ist eine wichtige bibliografische Quelle für Universitätsbibliotheken.

## Geschichte

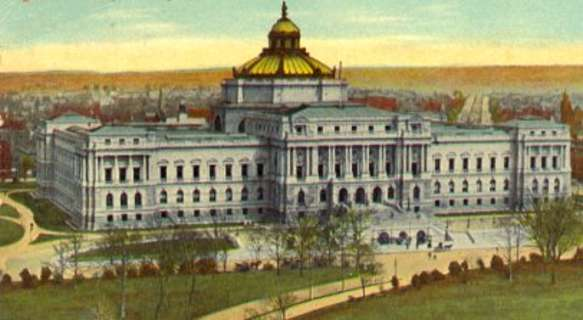
Library of Congress am Anfang des 20. Jahrhunderts

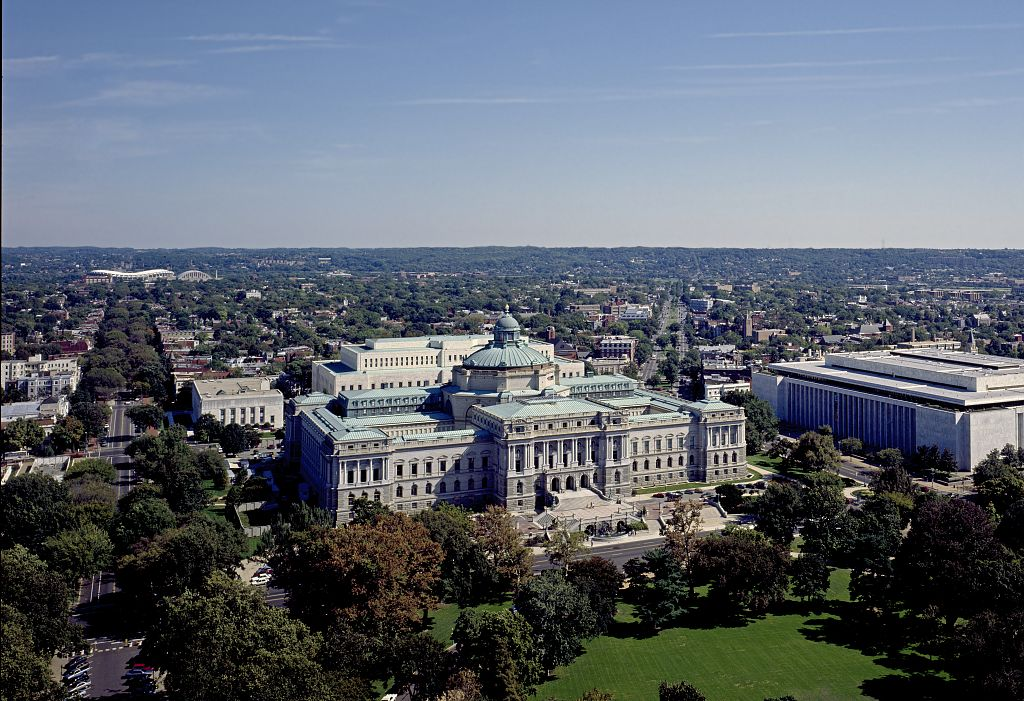
Luftbild des Thomas Jefferson Building (2007)

Gegründet wurde sie als Forschungsbibliothek des US-Kongresses am 24. April 1800, nachdem Präsident John Adams den Regierungssitz von Philadelphia nach Washington D. C. verlegt hatte. Seit 1802 obliegt ihre Verwaltung dem United States Congress Joint Committee on the Library.
Es wurden 5000 Dollar für den Erwerb von Büchern zum Gebrauch des Kongresses sowie die Einrichtung passender Räumlichkeiten im neuen Kapitol zur Verfügung gestellt. Die Bibliothek war auf etwa 3000 Bände angewachsen, als sie im August 1814 im Britisch-Amerikanischen Krieg ein Raub der Flammen während des Brandes von Washington wurde.
Daraufhin bot Thomas Jefferson dem Kongress seine Privatbibliothek als Ersatz zum Kauf an. Er hatte in 50 Jahren fast 6500 Bücher über Philosophie, Literatur und Wissenschaft in verschiedenen Sprachen zusammengetragen. Diese Vielfalt ging weit über den Rahmen der ursprünglichen Sammlung hinaus. Trotzdem stimmte der Kongress dem Ankauf der Sammlung für einen Preis von 24.000 Dollar zu und legte damit den Grundstein für eine Nationalbibliothek.
Jeffersons Überzeugung, dass für die amerikanische Gesetzgebung alle Themen von Wichtigkeit sind, ist auch heute noch das Grundprinzip der Library of Congress.
Am 24. Dezember 1851 zerstörte ein Feuer 35.000 Bücher und andere Einrichtungsgegenstände, darunter ein Originalporträt von Christoph Kolumbus. Später konnte die Bibliothek ihre Bestände als Depositär für den urheberrechtlichen Schutz von Werken wesentlich erweitern. Wer nach dem amerikanischen Urheberrecht sein Werk schützen wollte, musste zwei Exemplare seiner Arbeit gratis an die Bibliothek abgeben. Diese Regelung wurde 1859 dem neu gegründeten Patentbüro übertragen. Diese Tatsache und ein verheerender Brand, der zwei Drittel des damaligen Bestandes vernichtete, brachte die Library of Congress in ernsthafte finanzielle Schwierigkeiten.
Ainsworth Rand Spofford gewann 1864 das Copyright Deposit zurück und sicherte der Bibliothek die finanzielle Unterstützung beider Kongressparteien. So konnte sie unter seiner Leitung wesentlich erweitert werden.
1906 wurde durch den Kauf der ca. 80.000 Bände umfassenden Privatbibliothek, die der sibirische Kaufmann, Bücherliebhaber und Sammler Gennadi Wassiljewitsch Judin in Krasnojarsk zusammengetragen hatte, der Grundstein gelegt für die Russische Sammlung der Kongressbibliothek.
Der Bibliothekshaushalt wird noch heute zu großen Teilen vom Kongress gestellt. Zu unterhalten sind auch drei repräsentative Gebäude in Washington D. C.

## Die Gebäude

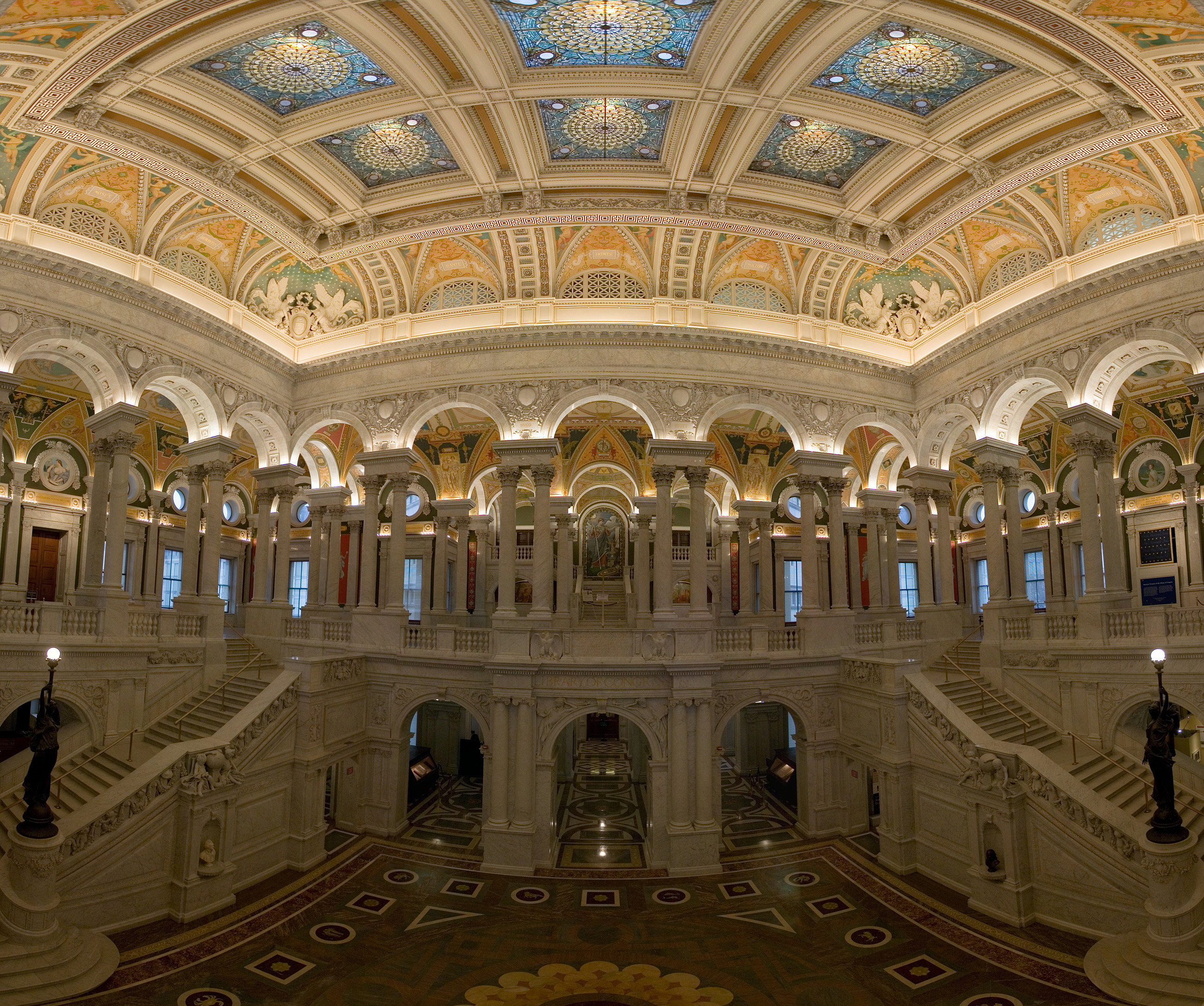
Eingangshalle des Thomas Jefferson Building

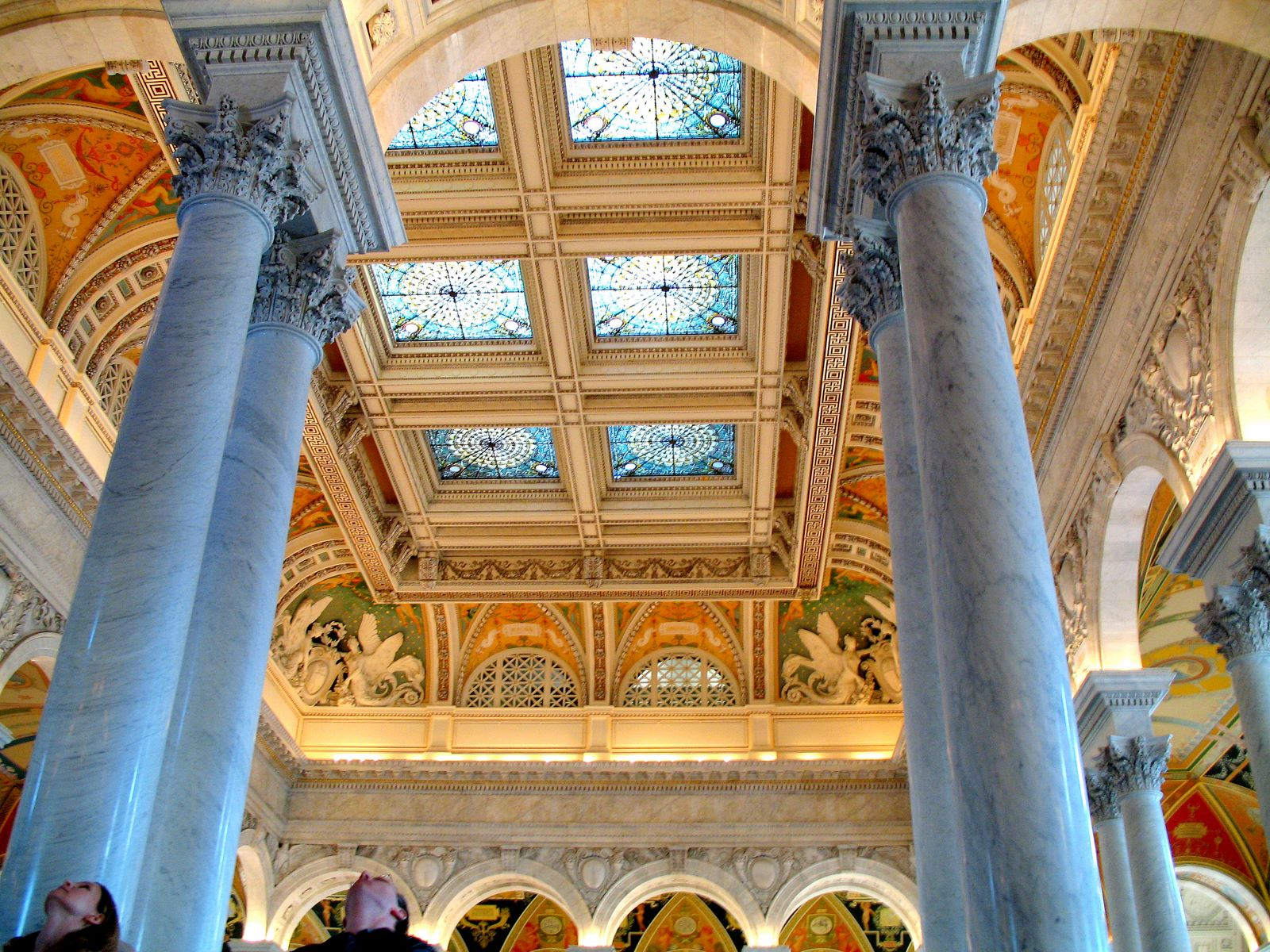
Thomas Jefferson Building im italienischen Renaissancestil

Eine sehr unterschiedliche Architektur kennzeichnet die drei Gebäude. Sie befinden sich auf dem Capitol Hill und sind durch ein unterirdisches Tunnelsystem miteinander verbunden. Am 21. Dezember 1961 erhielt die Library of Congress den Status einer National Historic Landmark.
Das Thomas Jefferson Building im italienischen Renaissancestil wurde 1897 eingeweiht und war lange das Hauptgebäude der Bibliothek. Die prachtvolle Eingangshalle besteht aus Marmor. In dem Gebäude liegen der Hauptlesesaal mit seiner imposanten Kuppel sowie weitere Speziallesesäle und ein Konzertsaal.
Das John Adams Building wurde 1938 bezogen und birgt heute das Buchmagazin und einen zweiten großen Lesesaal. Jugendstilelemente bestimmen die Architektur.
Das James Madison Memorial Building, 1980 eingeweiht, ein nüchterner sechsgeschossiger Bau, beherbergt die Zeitschriftenabteilung, die Verwaltung, die Computerabteilung und verschiedene Spezialabteilungen.
In den Gebäuden arbeiten mehr als 4000 Mitarbeiter, darunter sowohl professionelle Bibliothekare als auch Wissenschaftler in ihren Spezialgebieten.
Weitere große Magazine außerhalb der Stadt gehören ebenfalls zur Bibliothek.

## Die Library of Congress Classification
Nachdem in den ersten Jahrzehnten nach der Systematik gearbeitet wurde, die Thomas Jefferson für seine Sammlung angelegt hatte, schuf Herbert Putnam mit der Library of Congress Classification eine Klassifikation, die noch heute von den meisten Universitätsbibliotheken und Forschungseinrichtungen in den USA verwendet wird.
Die vorgesehene Inventarnummer LCCN für die Library of Congress wird in vielen Büchern schon im Impressum abgedruckt.

## Librarians of Congress
Die Leiter der Library of Congress, die Librarians of Congress (Deutsch: Kongressbibliothekare), werden vom US-Präsidenten ernannt und durch ein Votum des Senats bestätigt. Die bisherigen Librarians of Congress:
1. John James Beckley (1802–1807)
2. Patrick Magruder (1807–1815)
3. George Watterston (1815–1829)
4. John Silva Meehan (1829–1861)
5. John Gould Stephenson (1861–1864)
6. Ainsworth Rand Spofford (1864–1897)
7. John Russell Young (1897–1899)
8. Herbert Putnam (1899–1939)
9. Archibald MacLeish (1939–1944)
10. Luther H. Evans (1945–1953)
11. Lawrence Quincy Mumford (1954–1974)
12. Daniel J. Boorstin (1975–1987)
13. James Hadley Billington (1987–2015)
14. Carla Hayden (2016–)

## Sonstiges
Jährlich im Herbst veranstaltet die Bibliothek das National Book Festival mit jeweils etwa 100.000 Besuchern.
Das im Mai 2011 gestartete Ton-Projekt der Bibliothek ist die National Jukebox.

## Bilder

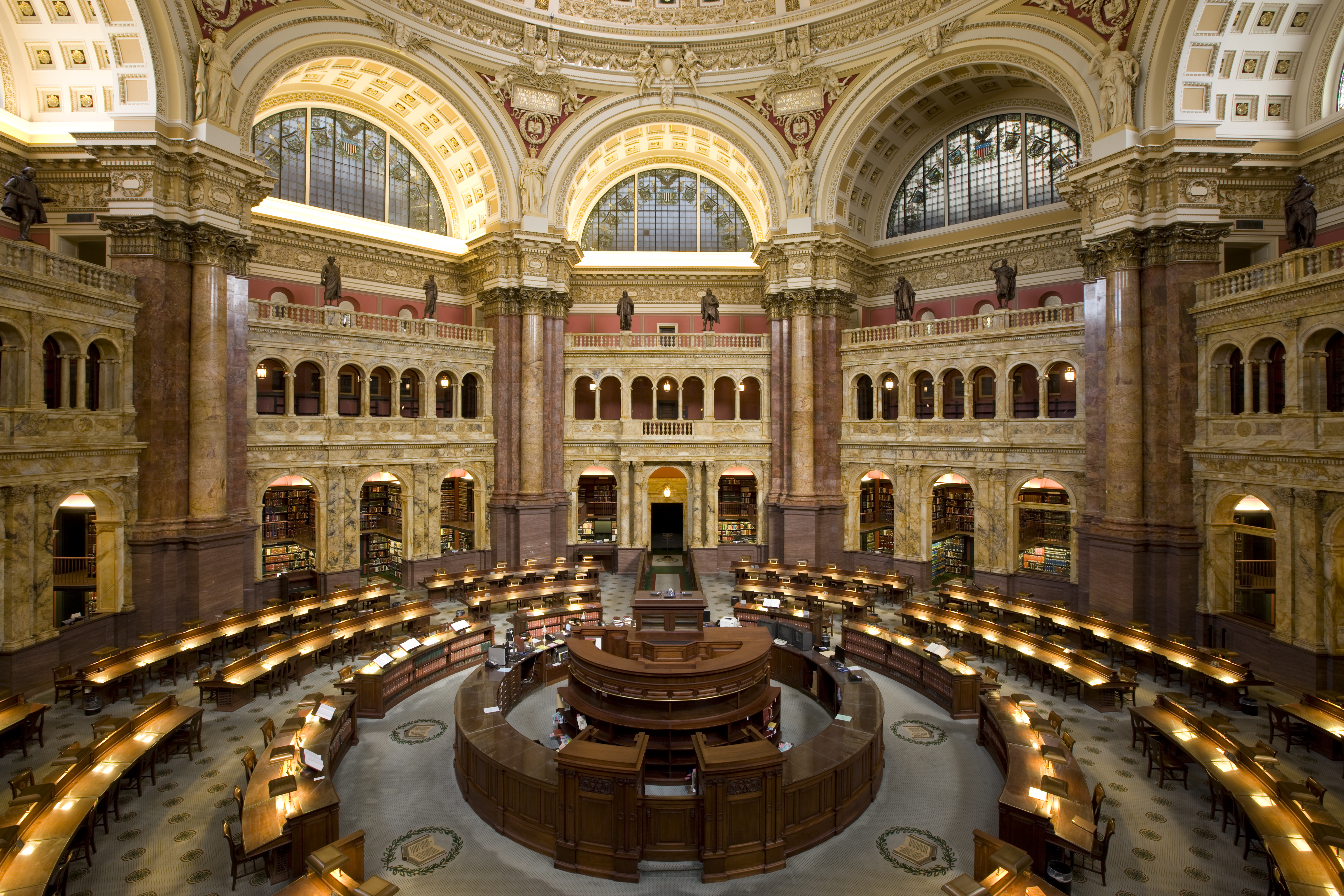
Lesesaal der Library of Congress
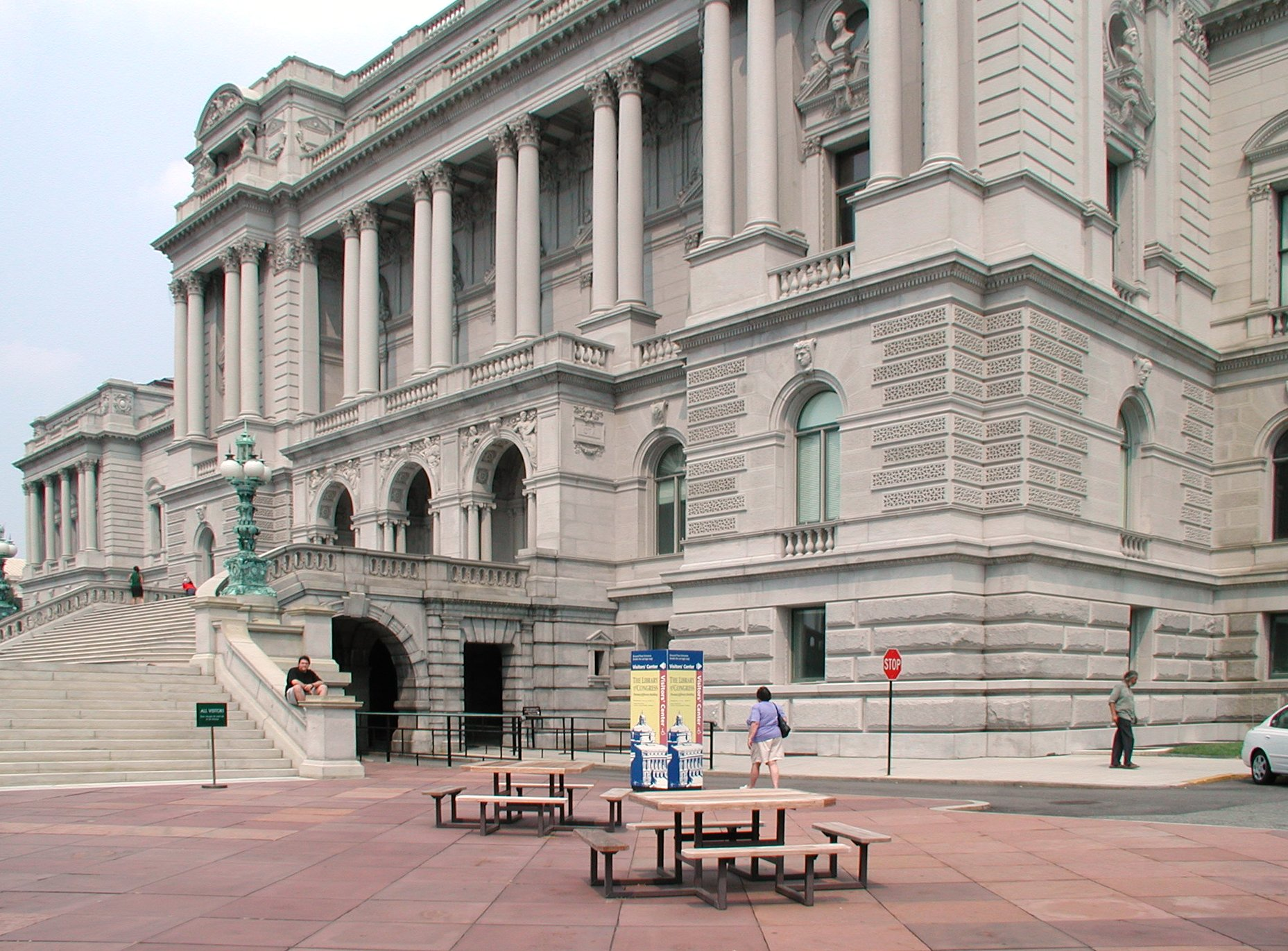
Library of Congress, Jefferson Building
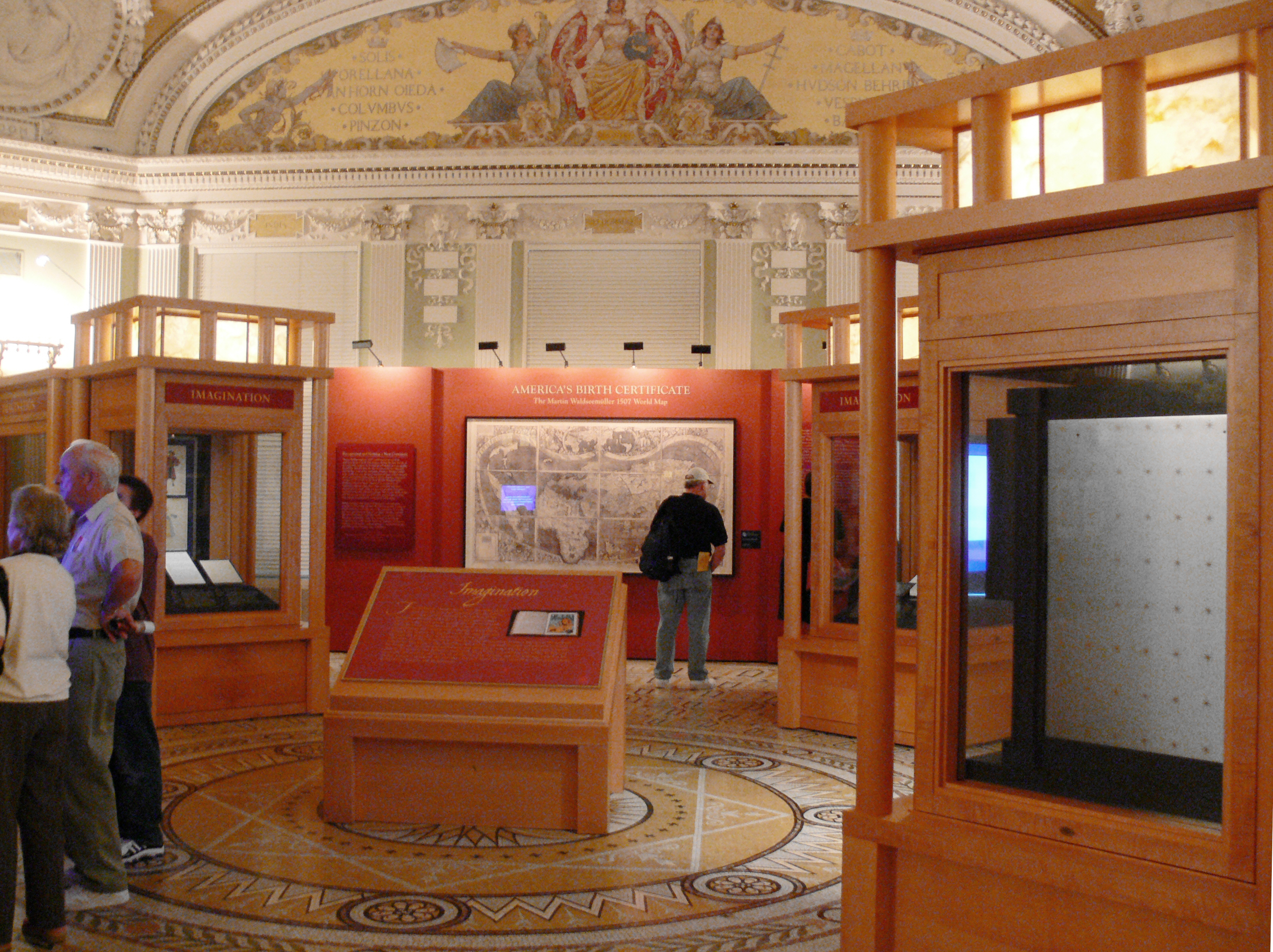
Ausstellung in der Treasures Gallery im Jefferson Building
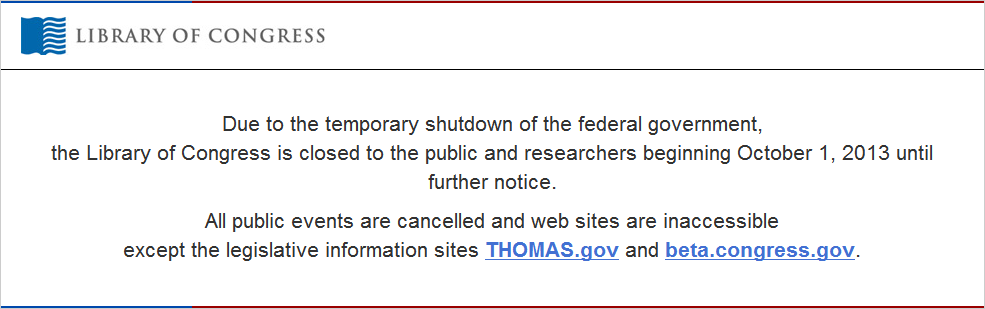
Homepage der LoC: Government Shutdown 2013